# Chiesa di San Giovanni Gualberto (Urbe)
La chiesa di San Giovanni Gualberto è un luogo di culto cattolico situato nella frazione di Vara Inferiore nel comune di Urbe, in provincia di Savona.

## Storia e descrizione
Il contratto per la costruzione della chiesa fu stipulato il 22 maggio 1827 e l'edificio fu benedetto l'anno seguente. Una piccola canonica fu eretta tra il 1844 e il 1845, mentre nel successivo 1859 fu concessa licenza di celebrare nella chiesa i matrimoni e di edificare il fonte battesimale. Nel 1899 venne rifatto il pavimento e nel 1903 fu innalzato il campanile aggiungendo due campane alle due già presenti. Nel 1962 il concerto di campane fu ancora ampliato da 4 a 6.
La chiesa è a navata unica con cupola ovoidale. Lunga metri 22, larga 13 ed alta 10, ospita al suo interno un presepe meccanizzato permanente opera di Maurizio Scarponi.